# Megantereon
Megantereon là một loài động vật tiền sử có răng cưa trước thời kỳ tiền sử đã sống ở Bắc Mỹ, Lục địa Á-Âu và Châu Phi. Nó có thể là tổ tiên của loài Smilodon.
Các loài điển hình là cultridens Megantereon mô tả bởi Cuvier trong năm 1824.

## Phân loại

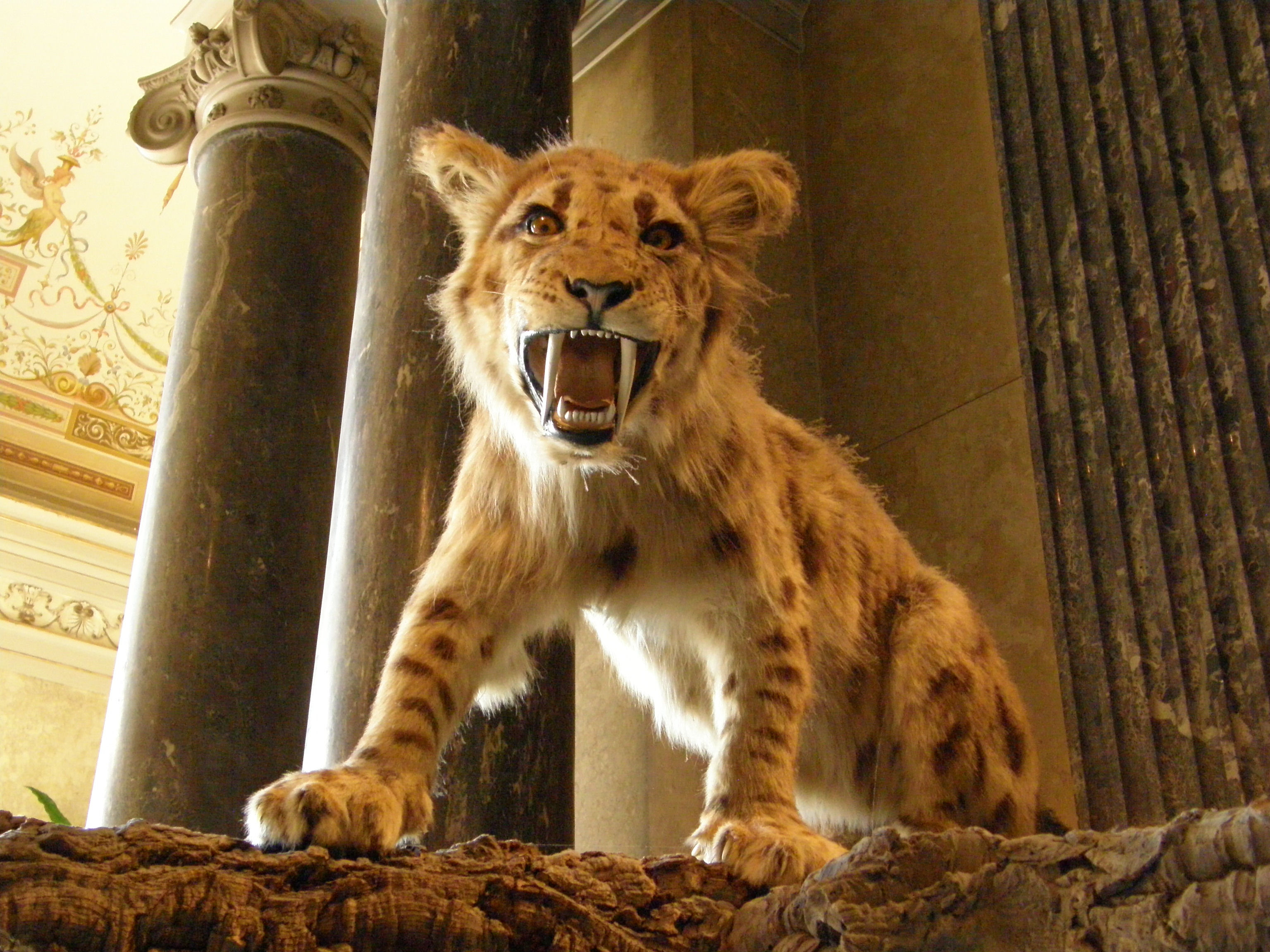
Mô hình "Megantereon cultridens",Bảo tàng lịch sử tự nhiên (Vienna).

Các mảnh hóa thạch đã được tìm thấy ở Châu Phi, Á-Âu và Bắc Mỹ. Các hồ sơ xác nhận lâu đời nhất của Megantereon được biết đến từ thế Pliocene của Bắc Mỹ và có niên đại khoảng 4,5 triệu năm. Khoảng 3-3,5 triệu năm trước đây, nó được ghi chép chặt chẽ từ Châu Phi (ví dụ tại Kenya), khoảng 2,5 đến 2 triệu năm trước đây cũng từ châu Á. Ở châu Âu, những tàn tích lâu đời nhất được biết đến từ Les Etouaries (Pháp), một địa điểm bây giờ đã được lên đến dưới 2,5 triệu năm tuổi. Do đó, một nguồn gốc Bắc Mỹ của Megantereon đã được đề xuất. Tuy nhiên, những phát hiện gần đây của các hóa thạch phân mảnh từ Kenya và Chad, tương ứng là khoảng 5,7 và 7 triệu năm, có lẽ là từ Megantereon. Nếu những xác định này là đúng, chúng sẽ đại diện cho hóa thạch Megantereon lâu đời nhất trên thế giới. Những phát hiện mới này cho thấy một nguồn gốc của Megantereon trong thế Miocene muộn của Châu Phi.
Vì vậy, số lượng thực sự của các loài có thể ít hơn danh sách đầy đủ của mô tả các loài được sao chép dưới đây.
- Megantereon cultridens (Cuvier, 1824) (type species)
- Megantereon ekidoit Werdelin & Lewis, 2000
- Megantereon hesperus (Gazin, 1933)
- Megantereon inexpectatus Teilhard de Chardin, 1939
- Megantereon microta Zhu et. al., 2015[4]
- Megantereon nihowanensis Teilhard de Chardin & Piveteau, 1930
- Megantereon vakhshensis Sarapov, 1986
- Megantereon whitei Broom, 1937

### Sự phát triển
Vào cuối thế Pliocen nó phát triển thành Smilodon lớn hơn ở Bắc Mỹ, trong khi nó tồn tại trong Thế giới Cũ cho đến giữa thế Pleistocen. Những mảnh 

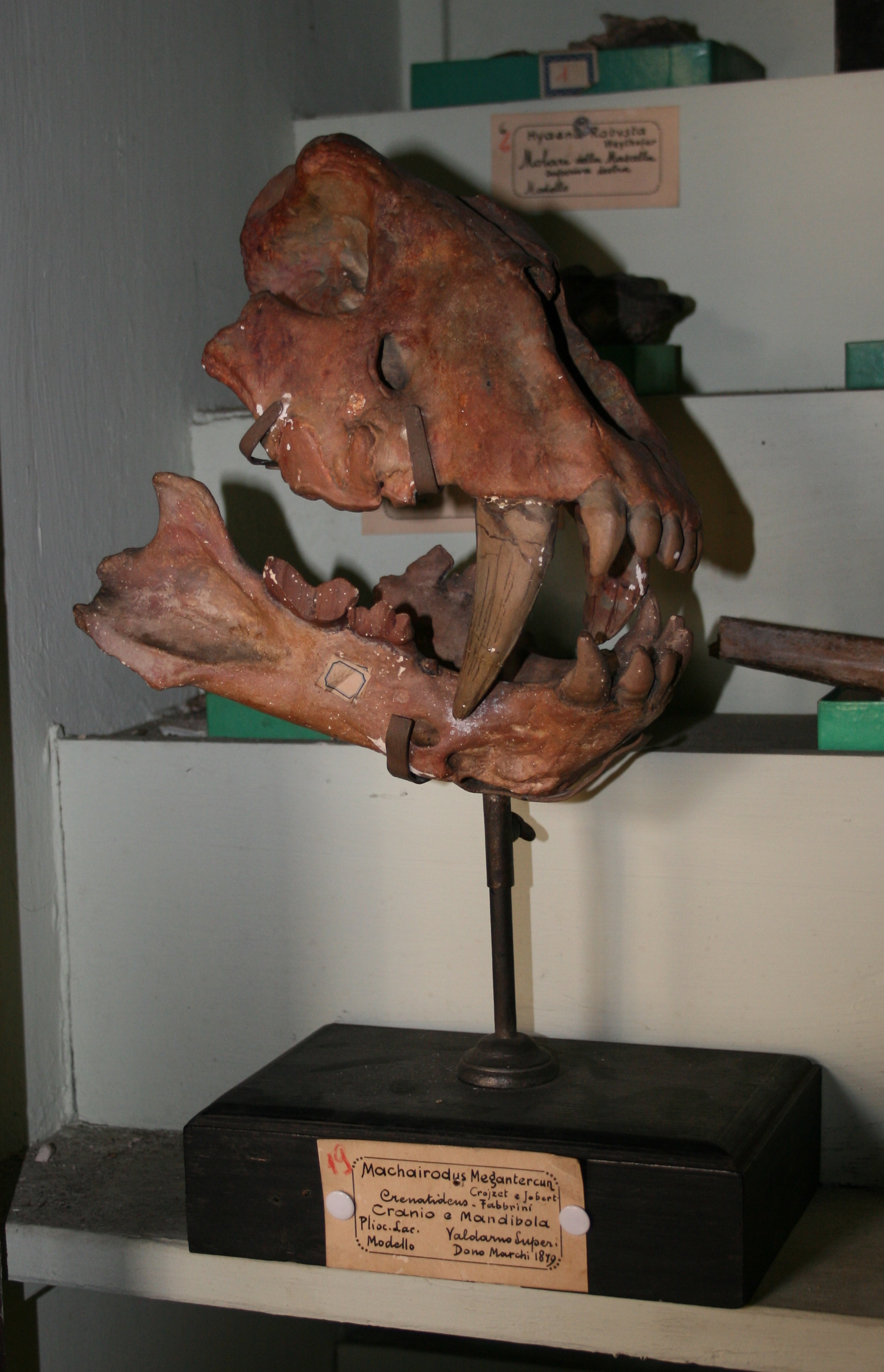
Hộp sọ M. megantereon.

hóa thạch nhỏ nhất của Megantereon từ phía đông ở châu Phi khoảng 1,5 triệu năm tuổi. Ở Nam Phi, chi được ghi nhận từ Elandsfontein, một địa điểm có tuổi khoảng 700.000-400.000 năm tuổi. Còn lại từ Untermaßfeld cho thấy Megantereon sống đến 900.000 năm trước ở châu Âu. Ở châu Á, nó có thể tồn tại cho đến 500.000 năm trước, vì nó được ghi lại cùng với Homo erectus tại địa điểm nổi tiếng của Zho-Khou-Dien ở Trung Quốc. Bộ xương đầy đủ duy nhất được tìm thấy ở Senéze, Pháp.

## Miêu tả

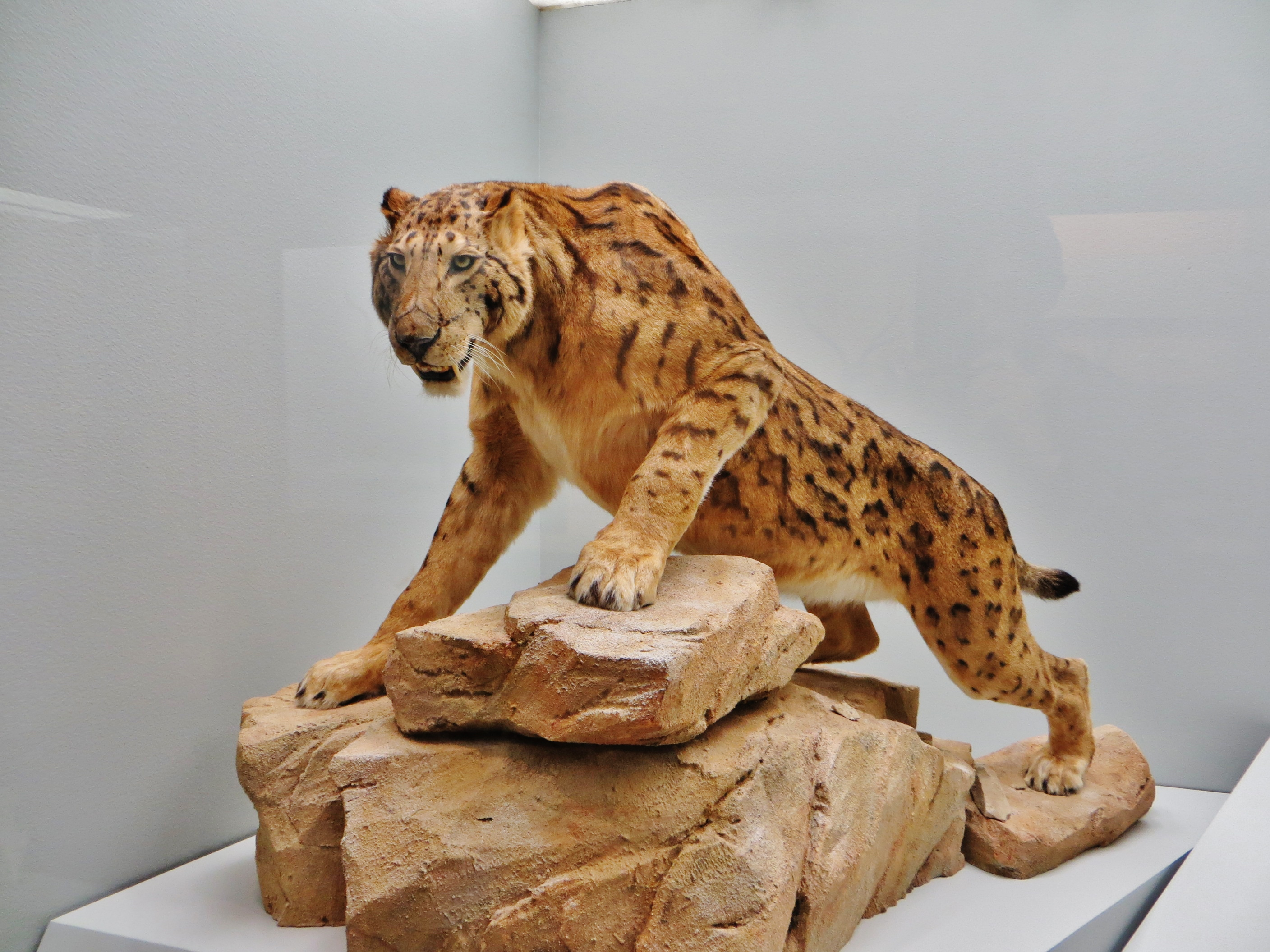
Mô hình phục dựng.

Ở Mỹ.Các loài nhỏ nhất đến từ châu Phi và thế Pleistocene dưới của châu Âu đã được ước tính chỉ có 60–70 kg (130-150 lb).Tuy nhiên, những ước tính này thu được từ việc so sánh các răng có răng cưa. Ước tính trẻ hơn, dựa trên bộ xương hậu bộ, dẫn đến trọng lượng cơ thể khoảng 100 kg (220 lb) đối với các mẫu nhỏ hơn.Phù hợp với điều đó, các nguồn gần đây ước tính Megantereon từ châu Âu dưới Pleistocene ở 100–160 kg (220-350 lb).

## Tập tính săn mồi

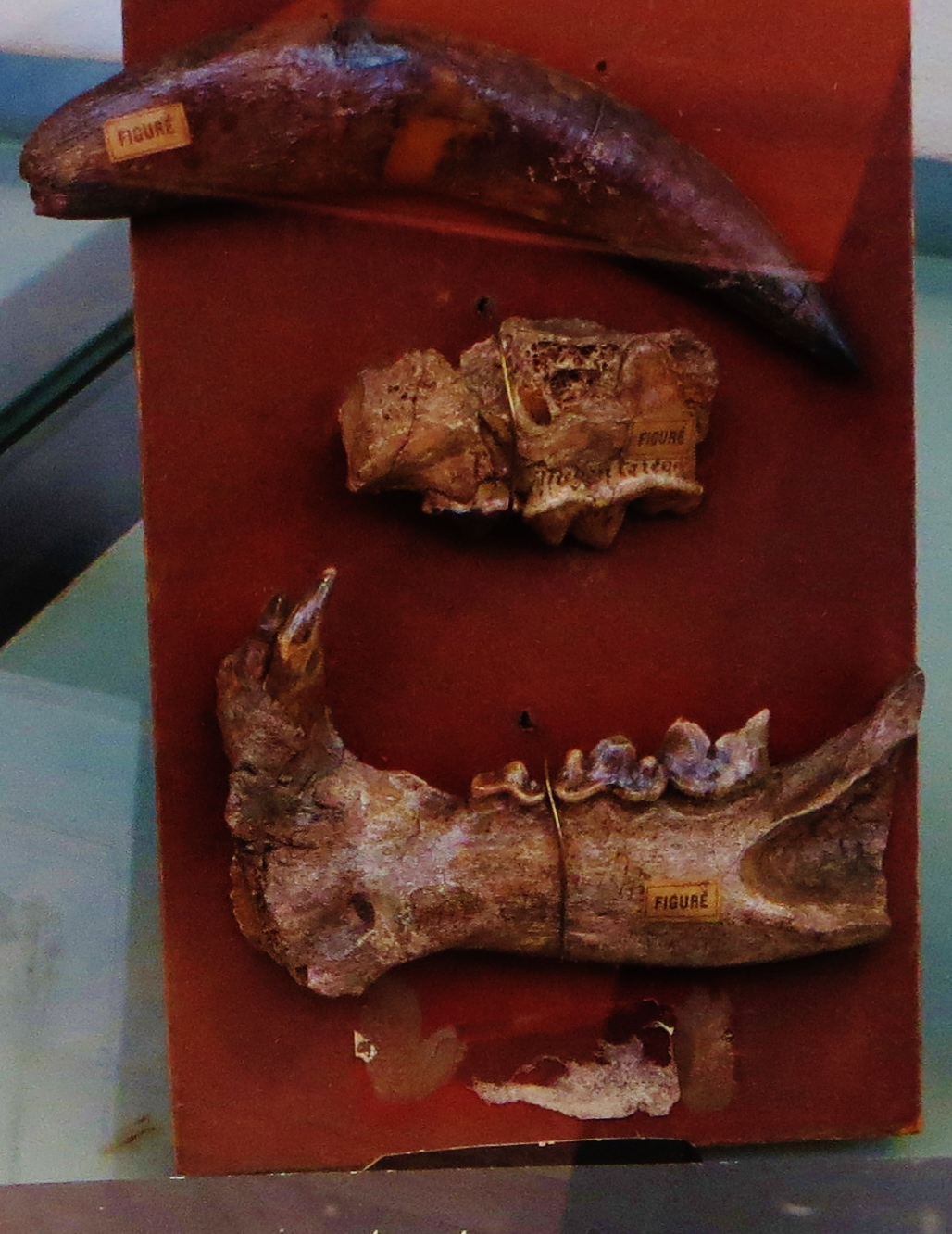
Răng và hàm.

Ở châu Âu, Megantereon có thể đã săn mồi các động vật như ngựa,hoặc con non của voi và voi.Mặc dù kích thước của nó, Megantereon cũng có khả năng là scansorial và do đó chúng có thể leo lên cây, giống như Promegantereon trước đây (được cho là tổ tiên của nó), và không giống như Smilodon sau đó, được cho là đã dành thời gian trên mặt đất.Thêm vào đó, Megantereon có hàm răng nhỏ tương đối nhỏ, cho thấy rằng khi giết chết, nó sẽ ăn thịt con mồi của nó với nhịp độ nhàn nhã, hoặc ẩn sâu trong bụi rậm hoặc trên cây cối xa các đối thủ tiềm năng. Điều này cho thấy sự tương đồng về lối sống với những con báo hiện đại vì nó có thể là đơn độc.

## Sách tham khảo
- Augustí, Jordi. Mammoths, Sabertooths and Hominids: 65 Million Years of Mammalian Evolution in Europe. New York: Columbia University Press, 2002, ISBN 0-231-11640-3.
- Mol, Dick, Wilrie van Logchem, Kees van Hooijdonk and Remie Bakker. The Saber-Toothed Cat of the North Sea. Uitgeverij DrukWare, Norg 2008, ISBN 978-90-78707-04-2.
- Turner, Alan. The Big Cats and Their Fossil Relatives: An Illustrated Guide to their Evolution and Natural History. Illustrations by Mauricio Anton. New York: Columbia University Press, 1997, ISBN 0-231-10229-1.